# 鈴木元 (立命館)
鈴木 元（すずき はじめ、1944年8月8日 - ）は、日本のジャーナリスト。元学校法人立命館職員、元日本共産党京都府委常任委員、かもがわ出版取締役。

## 経歴
大阪府立東住吉高等学校から立命館大学一部経済学部に進学し、1962年に日本共産党へ入党。立命館大学一部学生党委員長に就任。
大学卒業後は日本共産党京都府委員会の京都北地区委員会・府委員会常任委員を経て、52歳で学校法人立命館に転職し総長理事長室室長に就任する(2009年3月末まで)。その他に大阪初芝学園副理事長等を経て2010年3月末で立命館を定年退職する。その後はかもがわ出版取締役、同済大学アジア太平洋研究センター顧問教授、国際環境整備協会理事長、日本モンゴル政治経済懇話会理事等を務めている。
京都府内で最大規模の共産党単位後援会の会長を務めていたが、2023年3月、同年1月に出版した『志位和夫委員長への手紙』の中で志位日本共産党委員長の辞任や党首公選制の導入を主張したことによって日本共産党から除名されていたことが判明した。鈴木によると、処分は同年3月15日に党京都府委員会が決定し、16日に党中央委員会がこれを承認、松竹伸幸と同時期に著書を刊行したことが「分派活動」と認定したことが処分の理由だという。これにより日本共産党第29回大会における「松竹伸幸・鈴木元除名問題」が発生した。
2023年12月『さようなら志位和夫殿』をかもがわ出版から刊行。編集担当は松竹伸幸である。

## 著書
- 『実践中年からの山とスキー』かもがわ出版　1992
- 『自然に抱かれて ある夫婦のアウトドア・ライフ』文理閣　1994
- 『瞬時 ヘルペス脳炎に倒れた妻よ』かもがわ出版　1999
- 『あるベトナム・中国訪問記』文理閣　2002
- 『突然の事 妻の介護の日々の中で』ウインかもがわ 2002
- 『国際協力の時代 大学は何ができるか』文理閣　2004
- 『妻の介護と仕事』ウインかもがわ 2006
- 『京都市の同和行政批判』部落問題研究所　2007
- 『覚悟』ウインかもがわ 2008
- 『大学の国際協力』文理閣　2008
- 『激変』ウインかもがわ 2010
- 『ゆかりの地を訪ねて 私家本』清風堂書店出版部　2010
- 『立命館の再生を願って』風濤社、2012年。ISBN 978-4892193521。
- 『続・立命館の再生を願って』風濤社、2014年。ISBN 978-4892193811。
- 『もう一つの大学紛争』かもがわ出版、2016年。ISBN 978-4780308518。
- 『志位和夫委員長への手紙　―日本共産党の新生を願って―』かもがわ出版、2023年。ISBN 978-4780312607。

## 共編著
- 『像とともに未来を守れ 天皇・立命館・学生運動』編著　かもがわ出版　1988
- 『ベスト・ハイク 京滋の山』綱本逸雄共編　かもがわ出版　1990　かもがわ選書
- 『芦生の森から 関西の秘境』芦生の自然を守り生かす会編　かもがわ出版　1994　鈴木編　2004
- 『京都山歩き一周トレール 東山・北山・西山ガイドブック』編　かもがわ出版　1997
- 『新編ベスト・ハイク 京滋の山』編　かもがわ出版　2004